# Sumbiarsteinur
Sumbiarsteinur, også kendt som Munkurin (Munken), er en 11 meter høj klippe, der er Færøernes sydligste punkt. Den ligger på 61°21′,6 N omkring 5 km syd for øen Suðuroy og er en del af en gruppe skær, der kaldes Flesjarnar. Sundet mellem Flesjarnar og Suðuroy er berygtet for sin stærke strøm. 
Sumbiarsteinur er den sidste rest af klippen Munkurin (dansk: Munken), som fra 1884 til 1885 blev ødelagt af store bølger. Klippen Munken var inden den styrtede ned ca. 18 meter høj.
Fem kilometer mod nord begynder med Akraberg det egentlige færøske hovedland. Fra Sumbiarsteinur til Færøernes nordligste punkt Kap Ennniberg er der i luftlinje 118 kilometer.

## Historiske beretninger
På et kort tegnet af  Olaus Magnus fra 1539 er klippen tydeligt markeret og bærer den latinske indskrift "MONACHVS" (= munk). Mere end 100 år senere, i 1673, udkom den første bog om Færøerne, Færoæ et Færoa Reserata af Lucas Debes. I bogen er munken nævnt flere gange på grund af en farlig  havstrøm. Han beskriver også et stærkt magnetfelt, der gør alle kompasser kompas "helt ubrugeligt". Han lader den erfarne lokale Johannes Joensön komme til orde:
"Først og fremmest er denne strøm i sig selv meget skræmmende og farlig, især når den stormer. Den trækker alt, som kun er tæt på holmen, til sig, så et skib, når det nærmer sig det, ikke kan redde sig selv eller "undslippe". – Lucas Debes : Færoæ & Færoa Reserata, 1757, s. 47
Í 1800 skriver Pastor Jørgen Landt at oprindelsen til navnet "Munken" kommer af at fra land så den høje klippe ud som en munk med en rød hals og mørkegrøn krop og hoved; og de fra havet sá han ud som et skib med sejl. Han nævner at Munken da var 21 meter høj.